# Елегія (альбом)
Елегія — дебютний студійний альбом українського рок-гурту Обійми Дощу. Випущено 29 серпня 2009 року в мережі Інтернет.

## Список композицій
| #     | Назва                   | Тривалість |
| ----- | ----------------------- | ---------- |
| 1.    | «Під Хмарами»           | 5:23       |
| 2.    | «Мертве Дерево і Вітер» | 7:04       |
| 3.    | «Зоренько Моя»          | 4:18       |
| 4.    | «Її Душі Зів'ялі Квіти» | 7:35       |
| 5.    | «Згасаюча Осінь»        | 8:23       |
| 6.    | «Зимова Елегія»         | 10:04      |
| 7.    | «Самотні Ночі»          | 5:41       |
| 8.    | «Дорогою Вічності»      | 7:05       |
| 55:36 |                         |            |

## Альбом створювали
- Володимир Агафонкін — вокал, акустична гітара, автор музики, автор текстів (1-7)
- Олексій Катрук — електрогітара
- Микола Кривонос — бас-гітара, блок-флейта, автор тексту 8.
- Сергій Думлер — ударні, перкусія
- Марія Курбатова — клавішні
- Олена Нестеровська — альт
- Олександра Видря — скрипка
- Ганна Кривонос — бек-вокал

Автор фото на обкладинці — Ольга Забалканська.
Записано та зведено Олексієм «Shaddar» Романченко на студії Blacklight Studio у Києві в період з лютого по серпень 2009 року.

## Відкритість альбому
Альбом був записаний гуртом на власний кошт, і доступний для вільного завантаження в інтернеті. На офіційній сторінці написано:
Дозволяється і навіть заохочується розповсюдження на будь-яких носіях у некомерційних цілях.
Крім того, альбом поширюється і у традиційному дисковому форматі, щоб допомогти компенсувати кошти витрачені на його запис.
Придбати альбом у вигляді компакт-диска з 10-сторінковим буклетом можна на концертах гурту, або замовити поштою чи купити в точках продажу мистецької агенції «Наш Формат».